# Jeanne Senghor
Jeanne Madeleine Senghor, coniugata Sy (Gorée, 26 settembre 1982), è un'ex cestista senegalese.

## Carriera
Con il Senegal ha disputato i Campionati mondiali del 2010.